# Luis Barragán
Ramiro Luis Barragán Morfin (Guadalajara (Jalisco), 9. ožujka 1902. – Ciudad de Mexico, 22. studenog 1988.) je bio samouki meksički arhitekt koji je postao jedan od vodećih arhitekata na svijetu; dobitnik prestižne Pritzkerove nagrade za arhitekturu 1980. godine zbog "svoje opredjeljenosti za arhitekturu kao uzvišeni čin pjesničke mašte. On je stvorio vrtove, trgove i fontane nezaboravne ljepote, metafizičke krajolike za meditaciju i druženja".

## Životopis
Luis Barragán je rođen u Guadalajari gdje je studirao na školi Escuela Libre de Ingenieros i diplomirao kao inženjer 1925. god. Njegove arhitektonske vještine su potpuno samouke. 1920-ih je opsesivno putovao Španjolskom i Francuskom, te je u Parizu prisustvovao nekim predavanjima Le Corbusiera. Potom je u Maroku proučavao bogatu baštinu sjevernoafričke arhitekture (npr. Ait Ben Haddou), u kojoj je prepoznao konstrukcijske sličnosti sa srednjoameričkom pretkolumbovskom arhitekturom.
Koncem 1920-ih pristupio je pokretu Escuela Tapatía u Guadalajari koji se zalagao za strogo pridržavanje regionalnih tradicija u arhitekturi. God. 1936. premjestio je svoju arhitektonsku praksu u Ciudad de Mexico gdje je 1946. godine izgradio svoj slavni studio Casa Luis Barragán, koji je upisan na UNESCO-ov popis mjesta svjetske baštine u Amerikama 2004. godine.
Njegov rad se naziva minimalističkim, ali je ipak raskošan bojama i teksturama. Čiste plohe, bilo da su zidovi od štukatura, adobea, drva, ili čak vode, su njegovi kompozicijski elemenati, a sve u interakciji s prirodom. Naime, on je sam sebe najradije nazivao pejzažnim arhitektom.
Time je želio reći, prema Andrésu Casillasu koji je radio s Barraganom, kako građevine ne bi trebale biti "strojevi za obitavanje", što su zastupali funkcionalisti, nego trebaju težiti da budu "emocionalna arhitektura". te je primivši Prickerovu nagradu 1980. godine izjavio:
To je postizao uporabom prirodnih materijala (lokalnog vulkansko kamena, drveta, i sl.) u velikim i snažnim plohama, često kontrasnih boja, koje je kombinirao kreativnom uporabom prirodnog svjetla. Barragán je duboko utjecao na ne samo na tri generacije meksičkih arhitekata, nego i na mnoge druge u cijelom svijetu.

## Znamenita djela
- Casa Luis Barragán, Ciudad de Mexico (1946. – 48.)
- Jardines del Pedregal, okrug grada Meksika (1945. – 53.)
- Kuće na aveniji Fuentes, Ciudad de Mexico (1949. – 50.), u suradnji s Maxom Cettom
- Kapela Tlalpan, Tlalpan, Ciudad de Mexico (1954. – 60.)
- Kuća Gálvez, Ciudad de Mexico (1955.)
- Las Arboledas, sjeverno od grada Meksika (1955. – 1961.)
- Jardines del Bosque, okrug Guadalajare (1955. – 58.)
- Torres de Satélite, Ciudad de Mexico (1957. – 58.), u suradnji s kiparom (Mathiasom Goeritzom)
- Cuadra San Cristóbal, Los Clubes, Ciudad de Mexico (1966. – 68.)
- Kuća Gilardi, Ciudad de Mexico (1975. – 77.)

## Vanjske poveznice
- Službena stranica Zaklade Barragan
- Luis Barragán na greatbuildings.com